# Чжу Чжаолян
Чжу Чжаолян (кит. 朱兆良, пиньинь Zhū Zhàoliáng; 21 августа 1932, Циндао — 30 января 2022, Нанкин) — китайский почвовед, научный сотрудник Института почвоведения Китайской академии наук (ISSAS), академик Китайской академии наук. Вице-председатель комитета провинции Цзянсу Народного политического консультативного совета Китая, член Постоянного комитета 9-го и 10-го Народного политического консультативного совета Китая.

## Биография
Чжу в 1949 году поступил в Шаньдунский университет, учился на агрономическом и химическом факультетах После окончания учебы в 1953 году он был направлен в Институт почвоведения Китайской академии наук (ISSAS), где в мае 1978 года получил звание младшего научного сотрудника, а в июне 1986 года - научного сотрудника. В феврале 1994 года он вступил в Китайскую крестьянскую и рабочую демократическую партию, а в октябре 1997 года стал заместителем её лидера. В феврале 1998 года он был предложен в качестве заместителя председателя комитета провинции Цзянсу Народного политического консультативного комитета Китая

## Научные интересы
К числу постоянных научных интересов Чжу Чжаоляна относилась проблема содержания азота в почве и выбор способа использования азотных удобрений. Он исследовал различные пути попадания азота в почву (азотфиксация) и показал, что концентрация аммония на рисовых полях определяет скорость улетучивания. Основываясь на этих исследованиях он предложил добавки в состав азотных удобрений, призванных исключить потери азота из-за улетучивался аммония.

## Публикации
- Zhu Zhao-Liang, Wen Qi-Xiao, John Freney. Nitrogen in Soils of China. — 2012. — ISBN 9401156360.

## Премии и награды
- 1993 — академик Китайской академии наук (CAS).